# Minská jaderná elektrárna
Minská jaderná elektrárna (rusky Минская АТЭЦ) je nedokončená jaderná elektrárna v Bělorusku. Nachází se poblíž města Rudensk v Minské oblasti. Elektrárna měla sloužit k výrobě elektřiny současně s dálkovým vytápěním. Dva bloky elektrárny měly vyrábět dohromady 1880 MW hrubého výkonu elektřiny a odesílat teplou vodu do přilehlých míst. Projekt byl zrušen po havárii v Černobylu.

## Historie a technické informace

### Počátky
V 80. letech 20. století, aby bylo možné uspokojit energetické potřeby Běloruska a zároveň snížit dopad topných systémů v Minsku na životní prostředí, což byl velký problém celého Sovětského svazu, bylo rozhodnuto o výstavbě jaderné elektrárny v Minské oblasti. Dne 26. června 1980 Ústřední výbor Komunistické strany Sovětského svazu stavbu oficiálně schválil. Ministerstvo energetiky chtělo, aby byla jaderná elektrárna uvedena do provozu do roku 1995, výstavba měla začít v roce 1988.

### Výběr lokality
V roce 1982 hledání místa úspěšně skončilo. Inženýři zodpovědní za stavbu zřídili speciální oddělení pro stavbu minské jaderné elektrárny. Byla předpokládána výstavba dvou VVER-1000/320, speciálně upravené verze pro použití v jaderných teplárnách. V roce 1983 byla zahájena výstavba nového města, kde měli sídlit dělníci a následně operátoři elektrárny. Začala také výstavba infrastruktury. Město však bylo vybudováno v bažinaté oblasti, proto bylo nutné nejprve připravit podloží. Během této doby začaly první stavební práce na zařízení.

### Ukončení výstavby
Stavba jaderné elektrárny příliš nepokročila, protože 26. dubna 1986 došlo k havárii v ukrajinské jaderné elektrárně Černobyl. V důsledku toho bylo rozhodnuto o pozastavení výstavby až do odvolání. Do Černobylu byli vysláni dělníci, aby odstranili následky havárie a postavili bydlení pro evakuované osoby. Kvůli havárii v jaderné elektrárně v Černobylu rozhodly ÚV Sovětského svazu a KSSS 1. července 1987 nepokračovat ve výstavbě jaderné elektrárny v Minsku. V reakci na to se ministerstvo energetiky rozhodlo postavit na místě elektrárnu na plyn. Tato elektrárna dnes využívá již postavené budovy a vedení dálkového vytápění do Minsku.

## Informace o reaktorech
| Reaktor | Typ reaktoru  | Výkon  | Výkon  | Zahájení výstavby                           | Připojení k síti                            | Uvedení do provozu                          | Uzavření |
| Reaktor | Typ reaktoru  | Čistý  | Hrubý  | Zahájení výstavby                           | Připojení k síti                            | Uvedení do provozu                          | Uzavření |
| ------- | ------------- | ------ | ------ | ------------------------------------------- | ------------------------------------------- | ------------------------------------------- | -------- |
| Minsk-1 | VVER-1000/320 | 900 MW | 940 MW | Plánovaná výstavba zrušena 1. července 1987 | Plánovaná výstavba zrušena 1. července 1987 | Plánovaná výstavba zrušena 1. července 1987 |          |
| Minsk-2 | VVER-1000/320 | 900 MW | 940 MW | Plánovaná výstavba zrušena 1. července 1987 | Plánovaná výstavba zrušena 1. července 1987 | Plánovaná výstavba zrušena 1. července 1987 |          |